# Elecciones generales de Kuwait de 1963
Elecciones parlamentarias tuvieron lugar en Kuwait el 23 de enero de 1963. Un total de 205 candidatos se postularon para 50 escaños, con los candidatos progobierno siendo electos como el bloque mayoritario. La participación fue de 85,0%.

## Resultados
| Partido                | Votos  | %   | Escaños |
| ---------------------- | ------ | --- | ------- |
| Candidatos progobierno |        |     | 19      |
| Independientes         |        |     | 16      |
| Oposición secular      |        |     | 8       |
| Candidatos chiitas     |        |     | 6       |
| Candidatos sunitas     |        |     | 1       |
| Votos nulos/blancos    | –      | –   |         |
| Total                  | 14,355 | 100 | 50      |
| Fuente: Nohlen et al.  |        |     |         |